# Station Massérac
Station Massérac is een spoorwegstation in de Franse gemeente Massérac.